# Live at Cardiff Castle
Live at Cardiff Castle es un DVD publicado por el grupo de rock galés, Stereophonics. El DVD contiene grabaciones en directo de un concierto en el Castillo de Cardiff el 12 de junio de 1998.El DVD fue lanzado al mercado europeo en el año 2001 después de su disco.mientras que para el resto del mundo el DVD se lanzó en el 2002.

## Canciones
1. Looks Like Chaplin
2. Check My Eyelids For Holes
3. The Bartender and the Thief
4. Same Size Feet
5. Traffic
6. Too Many Sandwiches
7. Not Up To You
8. T-shirt Suntan
9. A Thousand Trees
10. Carrot Cake And Wine
11. Is Yesterday, Tomorrow, Today?
12. Goldfish Bowl
13. Last of the Big Time Drinkers
14. Local Boy in the Photograph
15. She Takes Her Clothes Off
16. I Wouldn't Believe Your Radio
17. Billy Davey's Daughter
18. Raymond's Shop
19. More Life in a Tramp's Vest

- Datos: Q617039